# اندرتون (كورنوال)
اندرتون (بالإنجليزية: Anderton, Cornwall)‏ هي قرية تقع في المملكة المتحدة في كورنوال.